# Aphodius scoparius
Aphodius scoparius is een keversoort uit de familie bladsprietkevers (Scarabaeidae). De wetenschappelijke naam van de soort is voor het eerst geldig gepubliceerd in 1877 door Harold.